# Groupement tactique de l'Union européenne
Les Groupements tactiques de l’Union européenne (GTUE) ou Groupement tactiques interarmées de réaction rapide (GTIRR), en anglais Battlegroups ou en acronyme EUBG, sont des forces multinationales interarmes de réaction rapide, capable de mener des interventions militaires dans le cadre de la politique de sécurité et de défense commune de l’Union européenne. Les Groupements tactiques doivent permettre à l’UE de réagir avec des moyens militaires adaptés face à une situation de crise au-delà de ses frontières. 
Le concept des Groupements tactiques comporte également un objectif incitatif visant à renforcer les capacités militaires et à promouvoir l’interopérabilité entre États membres. Comme les GTUE se composent généralement d’unités militaires de plusieurs pays, une phase de préparation multinationale est indispensable avant de pouvoir les déclarer pleinement opérationnels et interopérables pour conduire une intervention militaire.
Chaque groupement tactique est compose d’un minimum de 1 500 effectifs plus soutiens. Chaque unité doit être en mesure d’être déployée dans un délai de 10 jours et pour une période d’au moins 30 jours et allant jusqu’à 120 jours. 

## Histoire
Lors du Conseil européen des 10 et 11 décembre 1999 à Helsinki, les chefs d'État et de gouvernement des Quinze décident la création d'une force de réaction rapide qui puisse être engagée pour faire face à une crise dans un pays tiers, dans un délai très court et le cas échéant loin des frontières européennes. En juin 2003, l'opération Artemis en République démocratique du Congo, première opération militaire autonome menée par l'UE, apporte un ensemble d'enseignements qui vont servir de modèle de référence pour le développement d'une capacité de réaction rapide.
Le Conseil de l'Union européenne, dans sa formation « affaires étrangères », valide en mai 2004 le calendrier de sa mise en œuvre en deux étapes : une capacité intérimaire en 2005 et une capacité complète d'ici 2007. Le Conseil fixe aussi comme objectif que la décision d'engager en opération les futurs GTUE puisse être prise dans un délai de cinq jours compter de l'approbation du concept de gestion de crise par le Conseil et que leur déploiement sur le terrain puisse intervenir au plus tard dix jours après la décision de lancer l'opération. L'état-major de l'Union européenne (EMUE ou en anglais EUMS) développe les concepts de base des futurs GTUE. Ils sont validés en juin 2004 par le Comité militaire de l'Union européenne. Le « Battlegroup concept » document final de définition des caractéristiques des groupements tactiques est validé en octobre 2006.

## Caractéristiques
Les groupements tactiques sont constituées d'une force interarmées de la taille d'un bataillon renforcé par des éléments d'appui tactique et de soutien logistique, et complétée par des capacités aériennes et maritimes. Les groupements tactiques n'ont pas de structure type fixe afin de s'adapter à la nature des crises potentielles anticipées et aux capacités des États participant. Leurs effectifs sont compris entre 1 500 et 2 500 hommes. Le concept retenu prévoit que deux groupements tactiques soient constitués selon un plan de rotation semestriel sur le principe de la multinationalité autour d'une nation-cadre. Les groupements tactiques sont formés, entraînés et certifiés dans les mois qui précédent leur prise d'astreinte,.

## Contributions
Conformément au calendrier adopté en 2004, une première conférence d'offres et d'engagements de capacités militaires se tient en novembre 2004 qui permet de remplir le calendrier des premières années. Le Royaume-Uni et la France prennent le premier tour d'astreinte pour le premier semestre 2005. La pleine capacité opérationnelle est atteinte comme prévu au premier semestre 2007. Par manque de volonté politique ou par manque de moyens résultant de la baisse des budgets de défense accentuée par la crise financière de 2008, un seul groupement tactique est disponible certains semestres depuis le début des années 2010.
| Période           | #  | Point de contact Nation-cadre | Groupement tactique / Pays participants                                                     | QG (OHQ)                     |
| ----------------- | -- | ----------------------------- | ------------------------------------------------------------------------------------------- | ---------------------------- |
| 1er semestre 2005 | I  | France                        |                                                                                             | Paris/Mont Valérien          |
| 1er semestre 2005 | II | Royaume-Uni                   |                                                                                             | Londres/Northwood            |
| 2e semestre 2005  | I  | Italie                        |                                                                                             | Rome/Cento Celle             |
| 2e semestre 2005  | II | ❌                            |                                                                                             |                              |
| 1er semestre 2006 | I  | France                        | Allemagne                                                                                   | Paris/Mont Valérien          |
| 1er semestre 2006 | II | Italie                        | Spanish–Italian Amphibious Battlegroup (en) Espagne, Grèce, Portugal                        | Rome/Cento Celle             |
| 2e semestre 2006  | I  | France                        | Allemagne, Belgique                                                                         | Paris/Mont Valérien          |
| 2e semestre 2006  | II | ❌                            |                                                                                             |                              |
| 1er semestre 2007 | I  | France                        | Franco-belge                                                                                | Paris/Mont Valérien          |
| 1er semestre 2007 | II | Allemagne                     | EUBG 107 (Allemagne, Pays-Bas, Finlande)                                                    | Berlin/Potsdam               |
| 2e semestre 2007  | I  | Italie                        | Force multinationale de terre - MLF (Italie, Slovénie, Hongrie + Croatie)                   | Udine                        |
| 2e semestre 2007  | II | Grèce                         | HELBROC (Grèce, Bulgarie, Roumanie, Chypre)                                                 | Larissa                      |
| 1er semestre 2008 | I  | Suède                         | Nordique (NBG08)                                                                            | Enköping                     |
| 1er semestre 2008 | II | Espagne                       | Espagne, Allemagne, France, Portugal                                                        | Madrid                       |
| 2e semestre 2008  | I  | Allemagne                     | Franco-allemand                                                                             | Paris/Mont Valérien          |
| 2e semestre 2008  | II | Royaume-Uni                   | Britannique                                                                                 | Londres/Northwood            |
| 1er semestre 2009 | I  |                               | Force amphibie italo-espagnole (SIAF)                                                       | Rome/Cento Celle             |
| 1er semestre 2009 | II |                               | HELBROC                                                                                     | Larissa                      |
| 2e semestre 2009  | I  |                               | République tchèque, Slovaquie                                                               | Berlin/Potsdam               |
| 2e semestre 2009  | II |                               | Belgique, France, Luxembourg                                                                | Paris/Mont Valérien          |
| 1er semestre 2010 | I  |                               | Pologne, Allemagne, Lettonie, Lituanie, Slovaquie                                           | Berlin/Potsdam               |
| 1er semestre 2010 | II |                               | Royaume-Uni, Pays-Bas                                                                       | Londres/Northwood            |
| 2e semestre 2010  | I  |                               | Italie, Roumanie + Turquie                                                                  | Rome/Cento Celle             |
| 2e semestre 2010  | II |                               | Espagne-France-Portugal                                                                     | Madrid                       |
| 1er semestre 2011 | I  |                               | Pays-Bas, Allemagne, Finlande, Autriche, Lituanie                                           | Berlin/Potsdam               |
| 1er semestre 2011 | II |                               | Suède, Finlande, Norvège, Estonie, Irlande = Bataillon nordique                             | Enköping                     |
| 2e semestre 2011  | I  |                               | Grèce, Bulgarie, Chypre, Roumanie = Helbroc                                                 | Larissa                      |
| 2e semestre 2011  | II |                               | Portugal, Espagne, France, Italie                                                           | Rome/Cento Celle             |
| 1er semestre 2012 | I  |                               | France, Allemagne, Pays-Bas                                                                 | Paris/Mont Valérien          |
| 1er semestre 2012 | II |                               | *Laissé vacant*                                                                             |                              |
| 2e semestre 2012  | I  |                               | Force multinationale de terre - MLF (Italie, Slovénie, Hongrie + Croatie)                   | Udine                        |
| 2e semestre 2012  | II |                               | Allemagne, Autriche, République tchèque + Croatie et Fyrom                                  | Berlin/Potsdam               |
| 1er semestre 2013 | I  |                               | Weimar (Pologne, Allemagne, France)                                                         | Berlin/Potsdam               |
| 1er semestre 2013 | II |                               | *Laissé vacant*                                                                             |                              |
| 2e semestre 2013  | I  |                               | Royaume-Uni, Suède, Lettonie                                                                | Londres/Northwood            |
| 2e semestre 2013  | II |                               | *Laissé vacant*                                                                             |                              |
| 1er semestre 2014 | I  |                               | HELBROC                                                                                     | Larissa                      |
| 1er semestre 2014 | II |                               | *Laissé vacant*                                                                             |                              |
| 2e semestre 2014  | I  |                               | Allemagne, Belgique, Luxembourg, Espagne                                                    | Berlin/Potsdam               |
| 2e semestre 2014  | II |                               | Force amphibie italo-espagnole                                                              | Rome/Cento Celle             |
| 1er semestre 2015 | I  | Suède                         | Groupement tactique nordique Suède, Finlande, Norvège, Estonie, Lettonie, Lituanie, Irlande | Enköping                     |
| 1er semestre 2015 | II | ❌                            |                                                                                             |                              |
| 2e semestre 2015  | I  | France                        | France, Belgique                                                                            | CPCO (Paris / Mont Valérien) |
| 2e semestre 2015  | II | ❌                            |                                                                                             |                              |
| 1er semestre 2016 | I  | Pologne,                      | Visegrád Battlegroup (en) Pologne, République tchèque, Slovaquie, Hongrie                   |                              |
| 1er semestre 2016 | II | Grèce                         | Balkan Battlegroup (en) Grèce, Bulgarie, Chypre, Roumanie                                   | Larissa                      |
| 2e semestre 2016  | I  | Allemagne                     | Eurocorps Allemagne, Autriche, République tchèque + Luxembourg, Pays-Bas, Irlande           | Potsdam                      |
| 2e semestre 2016  | II | Royaume-Uni                   | Royaume-Uni, Finlande, Irlande, Lettonie, Lituanie, Suède                                   | Londres/Northwood            |
| 1er semestre 2017 | I  | Italie                        | Italie, Hongrie, Slovénie                                                                   |                              |
| 1er semestre 2017 | II | France                        | France, Belgique                                                                            |                              |
| 2e semestre 2017  | I  | Espagne                       | Espagne, Italie, Portugal                                                                   | NRDC-SP Bétera               |
| 2e semestre 2017  | II | Italie                        | Italie, Autriche, Hongrie AT, HR, HU, SI                                                    |                              |
| 1er semestre 2018 | I  | Grèce                         | Balkan Battlegroup (en) Grèce, Bulgarie, Chypre, Roumanie                                   |                              |
| 1er semestre 2018 | II | Pays-Bas                      | Pays-Bas, Autriche, Belgique, Luxembourg                                                    |                              |
| 2e semestre 2018  | I  | Belgique                      | EUBG 2014 II (en) Belgique (leader), Allemagne, Espagne, Luxembourg, Pays-Bas               |                              |
| 2e semestre 2018  | II | ❌                            |                                                                                             |                              |
| 1er semestre 2019 | I  | France                        | France, Belgique                                                                            | CPCO (Paris / Mont Valérien) |
| 1er semestre 2019 | II | Espagne                       | Espagne, Italie, Portugal                                                                   |                              |
| 2e semestre 2019  | I  | France                        | France, Belgique                                                                            | CPCO (Paris / Mont Valérien) |
| 2e semestre 2019  | II | Pologne                       | Visegrád Battlegroup (en) Pologne, République tchèque, Slovaquie, Hongrie                   |                              |

## Sources